# John Bates Thurston

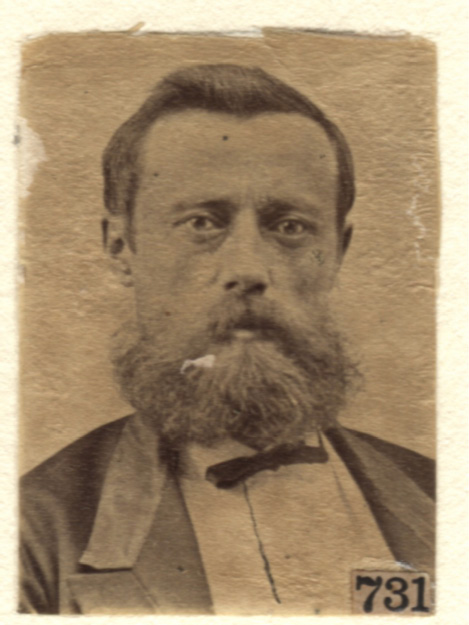
Sir John Bates Thurston

Sir John Bates Thurston, KCMG (* 31. Januar 1836 in London; † 7. Februar 1897 in Suva, Fidschi) war ein britischer Kolonialbeamter, der unter anderem zwischen 1888 und 1897 Gouverneur von Fidschi war.

## Leben
John Bates Thurston begann nach der Schulausbildung 1850 eine Seemannslaufbahn in der Handelsmarine und wurde 1855 Erster Offizier auf einem Handelsschiff. Kurz darauf erkrankte er jedoch an Cholera und wurde zur Genesung nach Australien geschickt. Zusammen mit einem Freund wurde er Schafzüchter bis 1862 die Farm durch eine Überschwemmung zerstört wurde. 1864 nahm er an einer Botanik-Expedition nach Polynesien teil und erlitt Schiffbruch vor der Küste Samoas. Dort lebte er achtzehn Monate lang, bevor er gerettet und nach Fidschi gebracht wurde. Kurz nach seiner Ankunft in Fidschi wurde er Angestellter beim britischen Konsulat und 1869 kommissarischer Konsul für Fidschi und Tonga. Dort erlebte er am 5. Juni 1871 die Gründung des Königreichs Viti und wurde am 23. März 1874 von König Seru Epenisa Cakobau als Nachfolger von George Austin Woods zum kommissarischen Premierminister des Königreichs ernannt.
Nachdem Viti am 10. Oktober 1874 zur britischen Kronkolonie Fidschi wurde, wurde Thurston zum ersten Kolonialsekretär ernannt. Dieses Amt bekleidete er in den folgenden Jahren unter den Gouverneuren Sir Hercules Robinson (1874 bis 1875), Sir Arthur Hamilton-Gordon (1875 bis 1880), Sir William Des Vœux (1880 bis 1886) und Sir Charles Bullen Hugh Mitchell (1887 bis 1888). Zuletzt war er zwischen dem 21. Januar 1885 und dem 1. Januar 1887 auch kommissarischer Gouverneur und wurde für seine dortigen Verdienste am 24. Mai 1887 als Knight Commander des Order of St Michael and St George (KCMG) geadelt, so dass er fortan das Prädikat „Sir“ führte.
Im Februar 1888 wurde Sir John Bates Thurston schließlich als Nachfolger von Sir Charles Bullen Hugh Mitchell selbst Gouverneur von Fidschi und bekleidete diesen Posten bis zu seinem Tode am 7. Februar 1897, woraufhin Sir George Thomas Michael O’Brien ihn als Gouverneur ablöste. Daneben war er in Personalunion zwischen Februar 1888 und Februar 1897 Hoher Kommissar für den Westpazifik. Des Weiteren bekleidete er auch noch weiterhin zwischen Februar 1888 und Februar 1897 das Amt des Kolonialsekretärs der Kronkolonie Fidschi.
In seiner Funktion als Hoher Kommissar für den Westpazifik wandten sich 1890 Häuptlinge von Tonga an ihn, da der seit 1881 einflussreiche Premierminister von Tonga und methodistisch-wesleyanische Missionar Shirley Waldemar Baker die traditionellen Rechte der Häuptlinge übergangen hatte. Thurston erreichte, dass Baker für zwei Jahre das Inselreich verlassen musste. Als dieser 1893 zurückkehrte, war König George Tupou I. verstorben und Bakers politischer Einfluss ging zurück. 1890 empfahl der in Fidschi residierende Hohe Kommissar für den westlichen Pazifik John Bates Thurston außerdem die Übernahme der Tuvalu-Inseln durch Großbritannien, um nicht nur mögliche Maßnahmen des Deutschen Kaiserreiches zu verhindern, die 1891 Großbritannien dazu drängten, ein Protektorat zu deklarieren, um die USA zu behindern, aber auch um die Rekrutierung von Arbeitskräften, den Verkauf von Waffen und Spirituosen und die Beendigung der wachsenden Turbulenzen innerhalb der Inselgruppe zu kontrollieren. 1892 erkannte die britische Regierung, dass das Versäumnis ein Protektorat zu erklären, wahrscheinlich trotz eines Abkommens von 1886 zur Übernahme Deutschlands führen würde. Der Oberbefehlshaber der Verbände der Royal Navy in Australien entsandte daraufhin das Kriegsschiff HMS Royalist unter dem Kommando von Kapitän zur See Davis zu den Gilbert- und Elliceinseln. Dieser hatte eigentlich nicht den Befehl ein Protektorat zu gründen, sondern nur die Inseln zu besuchen. Nach seiner Rückkehr berichtete er, dass die Häuptlinge (Aliki tupu) der Inseln die Errichtung eines Protektorats erbaten.
Ihm zu Ehren wurde der 1976 eröffnete Thurston Gardens, der Botanische Garten von Suva, der Hauptstadt von Fidschi, benannt.